# Nicky Kuiper
Nicky Kuiper (* 7. Juni 1989 in Arnheim) ist ein niederländischer ehemaliger Fußballspieler. Er war linker Außenverteidiger und stand lange beim niederländischen Ehrendivisionär FC Twente aus Enschede unter Vertrag.

## Karriere

### Vitesse
Kuiper war ursprünglich ein Mittelfeldspieler, kann aber auf allen Positionen auf der linken Seite spielen. Er begann an der Akademie von Vitesse Arnheim. In seiner Zeit in der Fußballakademie wurde sein Potential bereits erkannt. Er wurde vom KNVB in die niederländische U-15-Auswahl berufen und gehörte auch der niederländischen U-16, U-17 und U-18-Auswahl an. Aufgrund der Verletzungen von Haim Megrelashvili und Jeroen Drost als erste Wahl in der Innenverteidigung spielte Kuiper im Spiel gegen Heerenveen, das am 29. Oktober 2008 mit 2:0 gewonnen wurde, als linker Verteidiger. Kuiper hat insgesamt 15 Einsätze für Vitesse leisten können.

### FC Twente
Der FC Twente verpflichtete Kuiper für eine unbekannte Summe von Vitesse und ließ damit Edson Braafheid ablösen. In seiner ersten Saison gehörte Kuiper zum Kader des FC Twente, der den ersten Titel in der Eredivisie gewann. Am 1. August 2009 gab Kuiper sein Debüt für den FC Twente und spielte beim 2:0-Auswärtssieg des FC Twente gegen Sparta Rotterdam in der Linksverteidigung. Am 30. August 2009 erzielte Kuiper beim 1:1-Unentschieden gegen Feyenoord mit einem Linksschuss in der 74. Minute sein erstes Tor in der Profiliga und sein erstes für den Verein. Im nächsten Spiel des FC Twente erzielte Kuiper in der 54. Minute sein zweites Tor für den Verein, als Twente am 12. September 2009 dank des Siegtreffers von Bryan Ruiz mit 3:2 gegen den FC Utrecht gewann. Bei seinem letzten Ligaspiel in der Saison 2009/10 lieferte Kuiper die erste Vorlage für Ruiz zum zweiten Tor. In seiner ersten Saison bestritt Kuiper 24 Pflichtspiele für den Verein (darunter Eredivisie, Europa League sowie Europa-League-Qualifikation und KNVB Beker) und erzielte zwei Tore. 
In seiner zweiten Saison bei Twente startete Kuiper schlecht in die Saison, da er sich ein schweres Knieproblem zuzog. Trotzdem gehörte Kuiper zum Kader von Twente, das den Johan-Cruijff-Saal XV gegen Ajax gewann; sein Debüt in der UEFA Champions League gab er bei der 1:4-Niederlage gegen die englische Mannschaft Tottenham Hotspur am 29. September 2010. Kuiper spielte aufgrund von Verletzungen in dieser Saison weniger. Während des Trainings im spanischen La Manga, wo sich der FC Twente in der Winterpause auf die Rückrunde der Eredivisie vorbereiten, zog sich Kuiper zum zweiten Mal innerhalb eines Jahres einen Kreuzbandriss im linken Knie zu und wird mit einer hartnäckigen Knieverletzung den Rest der Saison ausfallen. Nach eineinhalb Jahren Verletzungspause kehrte Kuiper am 21. März 2012 beim 2:1-Sieg von Twente gegen De Graafschap in die Startelf zurück, wo er in der 82. Minute für Dwight Tiendalli eingewechselt wurde. Gegen Ende der Saison wurde Kuiper jedoch gelegentlich als ungenutzter Ersatzspieler in den Spielen eingesetzt. In der nächsten Saison kam er in der ersten Runde der Europa League zu seinem ersten Einsatz, als Twente UE Santa Coloma mit 6:0 besiegte und in die nächste Runde einzog. Wie schon in der letzten Saison kam Kuiper in der Liga kaum zum Einsatz, spielte jedoch zweimal in der KNVB Beker-Kampagne und verlor seinen Platz zurück Edson Braafheid, der ihn bald darauf zum drittklassigen Verteidiger machte.

### Panathinaikos
Am 31. Januar 2013 wurde Kuiper für sechs Monate an den griechischen Klub Panathinaikos Athen ausgeliehen.

### FC Eindhoven und TEC
In der Saison 2017/18 wechselte er nach einer Leihe für ein Jahr zum FC Eindhoven. Im Januar 2018 wurde Kuiper für sechs Monate an den SV TEC ausgeliehen. Dort blieb er bis zu seinem Karriereende Mitte 2019.

## Nationalmannschaft
Kuiper debütierte am 11. August 2009, im Spiel gegen England, für die U-21-Nationalmannschaft der Niederlande. Im Euroborg in Groningen spielte er durch, das Spiel endete 0:0.

## Erfolge
- Niederländischer Meister: 2010 (FC Twente)
- Niederländischer Pokalsieger: 2011 (FC Twente)
- niederländischer Vizemeister: 2011
- niederländischer Superpokalsieger: Johan-Cruyff-Schaal 2010